# 多明戈·阿塞多
多明戈·阿塞多（西班牙語：Domingo Acedo，1898年6月6日—1980年9月14日），西班牙男子足球运动员，司职前锋。他曾代表西班牙国家队参加1920年夏季奥林匹克运动会足球比赛，获得一枚银牌。